# Tim Sibiet
Tim Sibiet (Oostende, 9 februari 1992) is een Belgisch schaatser en skeelerer.

## Levensloop
Hij is aangesloten bij Zwaantjes RC Zandvoorde. In 2012 won Sibiet de 5000 meter puntenkoers, werd hij tweede op de 1000 meter en derde op de 500 meter op het Belgisch kampioenschap. Hiermee behaalde hij er zilver in de eindstand. In 2013 behaalde hij brons in de eindstand en zilver op de marathon.
Op het Europees kampioenschap van 2012 in het Hongaarse Szeged behaalde hij samen met Jore Van den Berghe en Bart Swings brons op de 3000 meter aflossing op de piste. Op het EK van 2013 in het Nederlandse Almere behaalden hij in diezelfde discipline zilver (met Jore Van den Berghe, Niels Provoost en Maarten Swings)  en in 2014 in het Duitse Geisingen goud (samen met Bart Swings, Maarten Swings en Niels Provoost). Tevens won hij er (samen met Bart Swings, Maarten Swings en Niels Provoost) goud op de 5000 meter aflossing op de weg. Op het EK van 2015 in het Oostenrijkse Innsbruck behaalde hij (samen met Mathias Vosté, Bart Swings en Maarten Swings) brons op de 3000 meter aflossing op de piste en op het EK van 2017 in het Portugese Lagos (samen met Bart Swings, Mathias Vosté en Karel Meulders goud in deze discipline.
Op het wereldkampioenschap van 2013 te Oostende won hij (samen met Bart Swings en Jore Van den Berghe) goud op de 3000 meter aflossing op de piste en op het WK van 2019 in het Spaanse Barcelona brons (samen met Bart Swings en Indra Médard) in dezelfde discipline.
Daarnaast is hij actief in het langebaanschaatsen. Hij is aangesloten bij de Gentse schaatsclub LBSG.